# Picture (band)
Picture is Nederlands eerste echte heavymetalband. De band werd vooral bekend door de radio-uitzendingen van Alfred Lagarde en Hanneke Kappen en vooral het nummer Bombers was bekend onder metalminnend Nederland. De band geniet bekendheid in Nederland, Duitsland, Italië, Japan en Zuid-Amerika (vooral Brazilië en Mexico), maar wist nooit echt het grote publiek te bereiken.

## Geschiedenis
Picture werd opgericht in 1978. Picture werd ontdekt door manager Henk van Antwerpen, die voor een platenkontrakt zorgde met Backdoor Records van Phonogram. Er werd veel getoerd en men stond in voorprogramma's van AC/DC, Ted Nugent en Saxon. Met de laatstgenoemde deed Picture in 1981 een Europese tournee.
De band bestond in veel wisselende samenstellingen. Ronald van Prooijen, Shmoulik Avigal, Pete Lovell, Bert Heerink en Michel Zandbergen waren allemaal gedurende een periode zanger van de band.
In 2007 besloten de leden uit de begintijd van de band, Jan Bechtum, Laurens Bakker en Rinus Vreugdenhil, de koppen weer bij elkaar te steken. Daarbij vonden ze versterking in voormalig frontman Pete Lovell en gitarist Rob van Enkhuizen, die al op de elpee Marathon meespeelde. In 2008 werden tevens de optredens hervat.
In 2011 werd Rob van Enkhuizen vervangen door Mike Ferguson, een jaar later Peter Bourbon door Len Ruygrok. In 2013 werd voorts Len Ruygrok vervangen door André Wullems, die in 1984 ook een tijdje in Picture had gespeeld. Oud-gitarist Len Ruygrok is sinds 2015 weer betrokken bij Picture, maar nu als invaller van Mike Ferguson. Zij wisselen elkaar af.
Op 23 maart 2016 maakte zanger Pete Lovell via Facebook zijn vertrek uit Picture bekend om een nieuwe band te vormen met de naam Lovell's Blade. Ook André Wullems en Mike Ferguson zouden deel van deze band gaan uitmaken. Geplande concerten met Picture in 2016 gingen echter gewoon door. Een dag later maakten Rinus Vreugdenhil en Laurens Bakker bekend dat Picture verderging in de originele eerste bezetting van 1979. Len Ruygrok bleef betrokken als invaller, maar werd geen permanent lid van de groep.
Begin 2020 maakte zanger Ronald van Prooijen zijn vertrek bekend. Hij werd opgevolgd door de Italiaanse metalzanger Phoenix Reborn, die vanwege de coronapandemie slechts één liveoptreden met Picture verzorgde. In mei 2021 maakte de band bekend verder te gaan met zanger Peter Strykes (ex-Vandenberg). Strykes was geen onbekende van de band, aangezien hij al in 2016 eenmalig met de groep optrad als gastzanger tijdens een concert in Portugal.
Na een aanzienlijke periode als invalgitarist bleek tijdens de coronapandemie dat de hand van Jan Bechtum te veel problemen gaf, ook na een operatie. Dit betekende de officiële rentree van Len Ruygrok als bandlid. Op 9 april 2021 speelde Len Ruygrok zijn eerste gig op Blast From the Past @ Kuurne (België) als officieel bandlid.
De band bezocht in de periode 2021-2023 Europese landen als Griekenland, België, Duitsland, Denemarken, Spanje en Polen, en daarnaast werd 2023 afgesloten met een tournee van 14 dagen door de steden Sau Paulo, Limeira, Curitiba en Londrina in Brazilië.

## Afbeeldingen

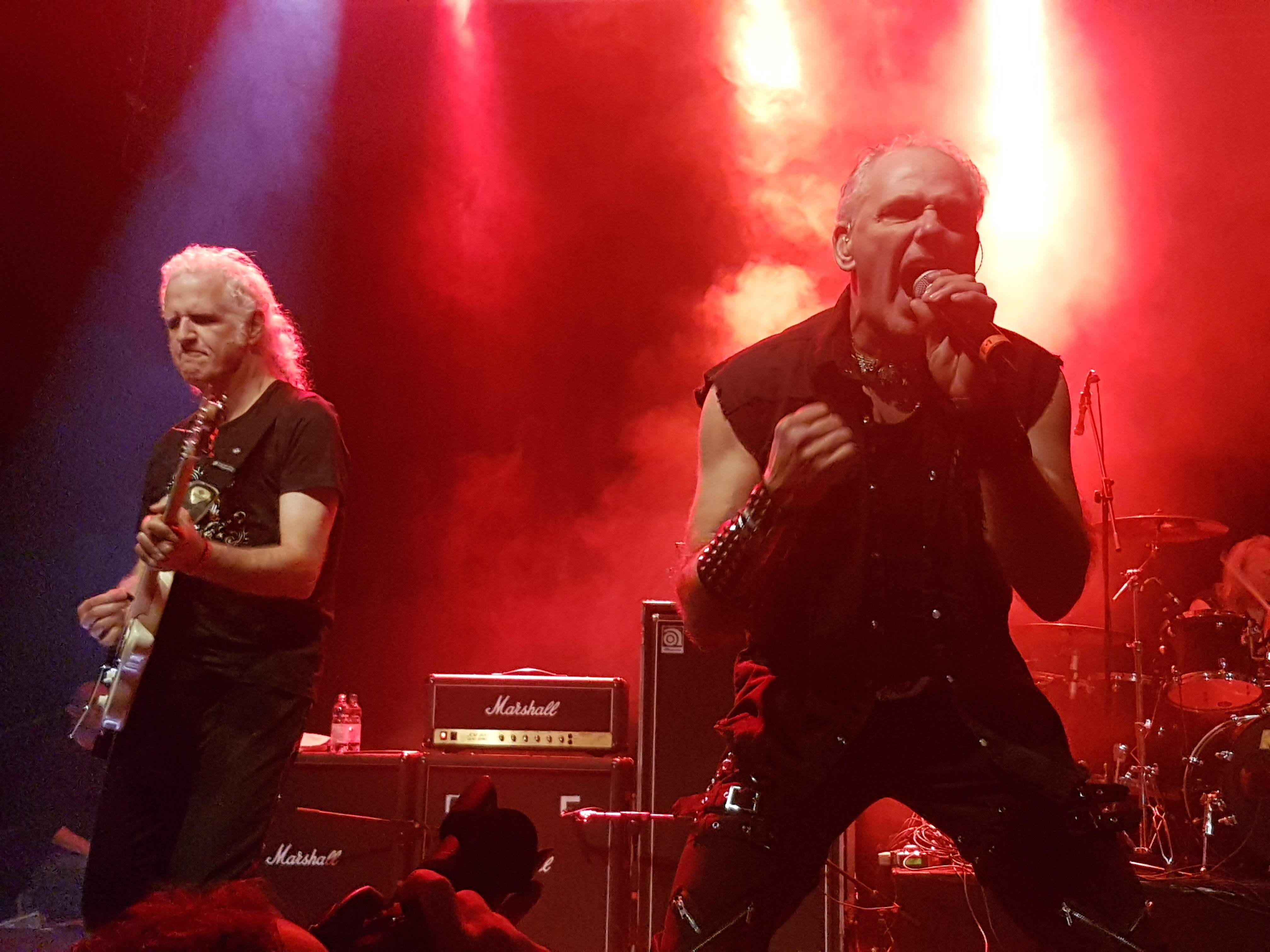
Bechtum en Van Prooijen
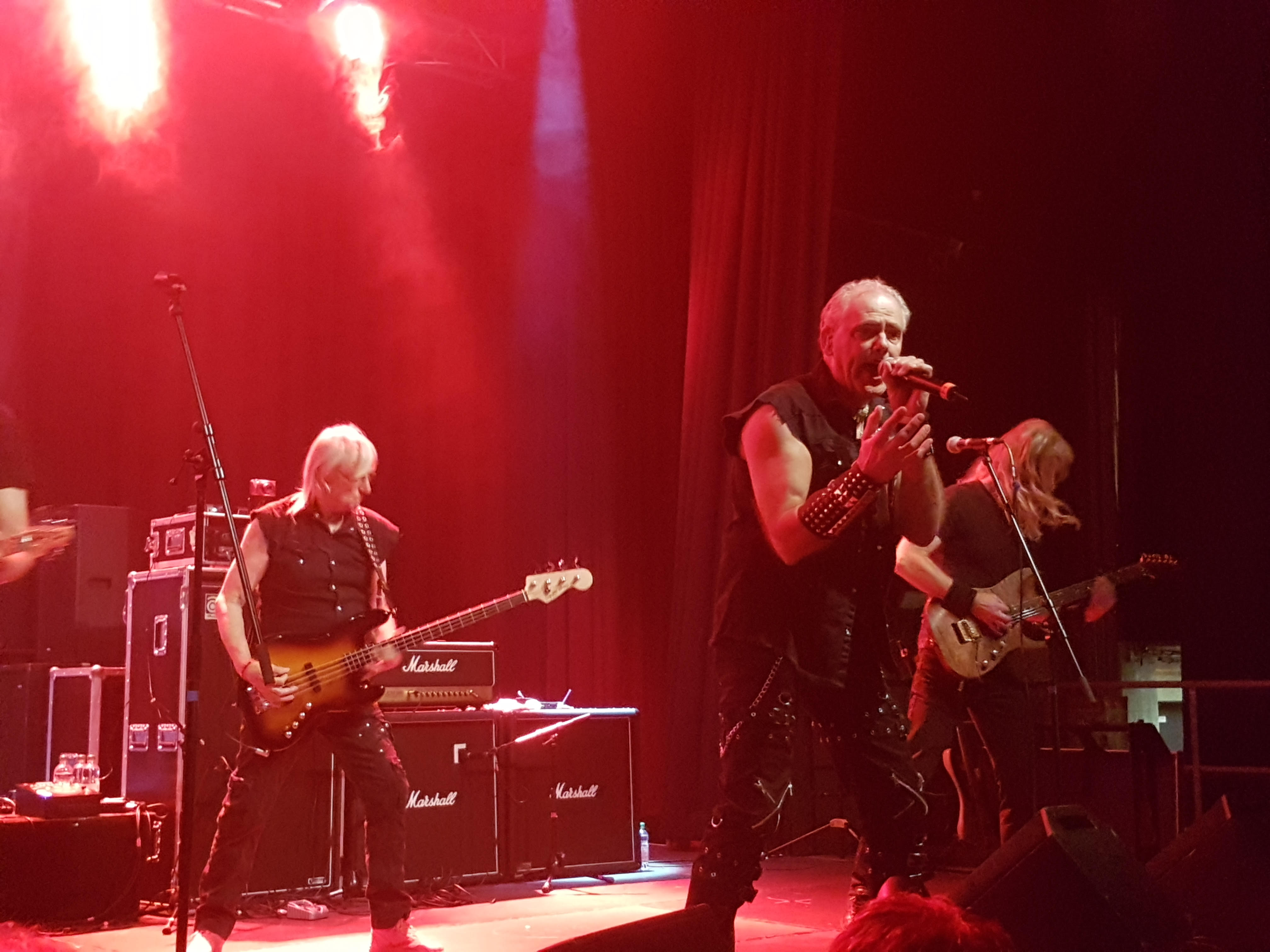
Vreugdenhil, Van Prooijen en De Gelder
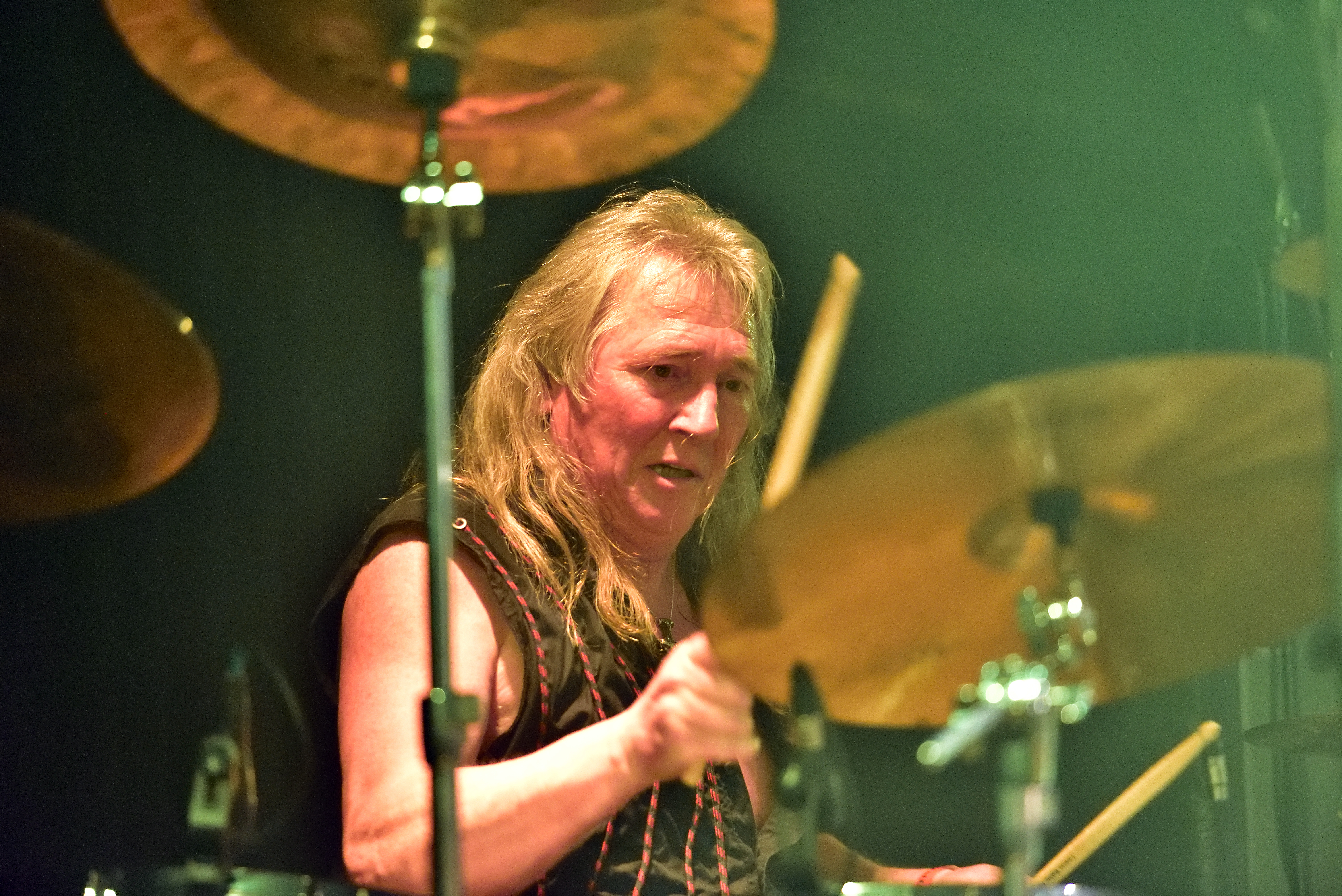
Bakker

## Bezettingen

### Bezetting aan het begin van de band in 1978
- Jan Bechtum - gitaar
- Laurens Bakker - drums
- Rinus Vreugdenhil - basgitaar
- Ronald van Prooijen - zang

### Vanaf 1982
- Jan Bechtum - gitaar
- Laurens Bakker - drums
- Rinus Vreugdenhil - basgitaar
- Shmoulik Avigal - zang

### Vanaf eind 1982
- Jan Bechtum - gitaar
- Laurens Bakker - drums
- Rinus Vreugdenhil - basgitaar
- Shmoulik Avigal - zang
- Chriz van Jaarsveld - gitaar

### Vanaf 1983
- Jan Bechtum - gitaar
- Jacques van Oevelen - drums
- Rinus Vreugdenhil - basgitaar
- Pete Lovell - zang
- Chriz van Jaarsveld - gitaar

Op het album Traitor deden mee: Van Jaarsveld en Van Maanen op gitaar, Vreugdenhil op basgitaar, Jacques van Oevelen op drums en nam Lovell als zanger. Van Oevelen maakte deel uit van de band totdat deze in december 1987 werd opgeheven. In datzelfde jaar richtte Van Jaarsveld Sleeze Beez op (samen met ex-Highway Chile-drummer Jan Koster).
Vanaf 1996 - 1998
- Jan Bechtum - gitaar
- Mark Maas - drums
- Jos Adema - basgitaar
- Michel Zandbergen - zang

### Vanaf 2008
- Jan Bechtum - gitaar
- Laurens Bakker - drums
- Rinus Vreugdenhil - basgitaar
- Pete Lovell - zang
- Rob van Enkhuizen - gitaar

### Vanaf 2010
- Pete Lovell – zang
- Rinus Vreugdenhil – basgitaar
- Laurens ‘Bakkie’ Bakker – drums
- Peter Bourbon – gitaar
- Gert Nijboer – gitaar

### Vanaf 2011
- Pete Lovell – zang
- Rinus Vreugdenhil – basgitaar
- Laurens ‘Bakkie’ Bakker – drums
- Peter Bourbon – gitaar
- Mike Ferguson – gitaar

### Vanaf 2012
- Pete Lovell – zang
- Rinus Vreugdenhil – basgitaar
- Laurens Bakker – drums
- Len Ruygrok – gitaar
- Mike Ferguson – gitaar

### Vanaf 2013
- Pete Lovell – zang
- Rinus Vreugdenhil – basgitaar
- Laurens Bakker – drums
- André Wullems – gitaar
- Mike Ferguson – gitaar

### Vanaf eind maart 2016
- Jan Bechtum - gitaar
- Laurens Bakker - drums
- Rinus Vreugdenhil - basgitaar
- Ronald van Prooijen - zang

### Vanaf eind juni 2016
- Jan Bechtum - gitaar
- Jacques van Oevelen - drums
- Rinus Vreugdenhil - basgitaar
- Ronald van Prooijen - zang
- Appie de Gelder - gitaar

### Vanaf februari 2020
- Jan Bechtum - gitaar
- Laurens Bakker - drums
- Rinus Vreugdenhil - basgitaar
- Phoenix Reborn - zang
- Appie de Gelder - gitaar

### Vanaf mei 2021
- Peter Strykes - zang
- Len Ruygrok - gitaar
- Laurens Bakker - drums
- Rinus Vreugdenhil - basgitaar
- Appie de Gelder - gitaar

## Discografie
- Picture 1 (1980)
- Heavy Metal Ears (1981)
- Diamond Dreamer (1982)
- Eternal Dark (1983)
- Traitor (1984)
- Every Story Needs another Picture (1986)
- Marathon (1987)
- Live 2008 (Limited Edition) (2008)
- Old Dogs New Tricks (2009)
- Warhorse (2012)
- Live - 40 Years Heavy Metal Ears 1978-2018 (2018)
- Wings (2019)
- Live in São Paulo (2-cd met dvd/blu-ray & booklet) (2020)